# Hantavirus
Hantavirus je dřívější označení pro rod RNA virů, dnes zvaný Orthohantavirus. Jde o viry patřící do čeledi Hantaviridae, řádu Bunyavirales. Vyvolávají onemocnění různého stupně závažnosti, někdy i smrtelná. Obvykle postihují ledviny nebo dýchací systém.
Tyto viry se vyskytují na celém světě včetně Česka. Jejich přenašeči jsou drobní hlodavci – člověk se může nakazit nejčastěji vdechnutím jejich rozprášených výkalů. Přenos hantavirů z člověka na člověka není znám.

## Onemocnění
Prakticky všechny hantaviry vyvolávají lidská onemocnění. Pouze u druhu Prospect Hill, vyskytujícího se v USA, není žádné onemocnění známo.

### Hantavirový plicní syndrom (HPS)
Toto závažné onemocnění, způsobené virem Sin Nombre, se vyskytuje především v Severní Americe. Není příliš časté: např. v USA jej bylo od roku 1993 do 2009 nahlášeno 534 případů. Z nich 36 % skončilo smrtí.
Onemocnění se projevuje nejdříve nespecifickými příznaky jako horečkou, bolestmi svalů nebo pocitem chladu. Po 4–10 dnech se objevuje zrychlené dýchání a voda na plicích (fluidothorax).

### Hemoragická horečka s ledvinovými příznaky (HFRS)
Tato varianta hemoragické horečky napadající ledviny je rozšířená po celém světě. Je způsobena viry Dobrava, Hantaan, Puumala a Seoul. Smrtnost pacientů zasažených tímto onemocněním je nejvyšší u viru Hantaan: 5–15 %; u Puumaly a Seoulu jen kolem 1 %.

## Přenos viru a léčba
Hantaviry jsou jediné viry z čeledi Bunyaviridae, které jsou přenášeny zvířaty (ostatní jsou přenášeny lidmi). Jejich přenašečem jsou drobní hlodavci, v Evropě např. hraboš norník rudý a myšice lesní, v Asii potkan, krysa obecná a myšice temnopásá. Člověk se může nakazit vdechnutím rozprášených výkalů nebo požitím kontaminované potravy. Inkubační doba je kolem dvou týdnů. Vzájemný přenos mezi lidmi nebyl zaznamenán.
Léčba se provádí symptomaticky – tedy podle příznaků onemocnění. Podle potřeb by měla být podávána vhodná širokospektrální antibiotika.
Existuje i antivirotikum ribavirin (původně lék proti dýchacím onemocněním, nyní nejvíce používaný jako pomocný lék pro léčbu hepatitidy C). Zdá se však, že nepůsobí u poruch dýchacího systému, ale jen na hemoragickou horečku s ledvinovými příznaky.

## Historie
Virus byl poprvé izolován z myšice temnopásé odchycené v roce 1976 v Jižní Koreji u řeky Hantaan – odtud pochází jeho název.